# مایکل پاتریک پولاک
مایکل پاتریک پولاک (انگلیسی: Michael Pollock; ۱۹ اکتبر ۱۹۱۶ – ۲۷ سپتامبر ۲۰۰۶) افسر ارشد نیروی دریایی سلطنتی بود که در اوایل دهه ۱۹۷۰ به مقام لرد اول دریا و رئیس ستاد نیروی دریایی ارتقا یافت. در جنگ جهانی دوم، او افسر کشتی‌هایی بود که وظیفه محافظت از کاروان‌ها در اقیانوس اطلس و مدیترانه را بر عهده داشتند و افسر توپخانه رزم‌ناو اچ‌ام‌اس نورفولک بود که در طول نبرد کیپ شمالی با رزم‌ناو آلمانی شانهورس جنگید. او بعدها فرماندهی ناو هواپیمابر اچ‌ام‌اس آرک رویال را بر عهده داشت و میزبان ایان اسمیت در اچ‌ام‌اس تایگر بود.